# 수산화 칼슘
수산화 칼슘(영어: Calcium hydroxide)은 Ca(OH)2의 화학식을 가진 화합물이다. 소석회, 가성석회라고 불린다. 수산화기를 포함하고 있기 때문에 수용액 상에서 염기성을 띤다. 물에 잘 녹지는 않지만 이온화도(해리성)가 높은 특성이 있기 때문에 물에 녹은 수산화 칼슘은 강한 염기성을 나타낸다.
강한 염기성을 이용하여 소석회. 즉, 수산화 칼슘이 들어간 비료를 사용하여 산성화된 토양을 중화시키는데 사용한다.

## 제조법

### 탄화 칼슘 가수분해법
탄화 칼슘(CaC2)를 가수분해시키면 아세틸렌(C2H2)과 수산화 칼슘(Ca(OH)2)이 생성된다.
CaC2 + 2 H2O → C2H2 + Ca(OH)2 + 33.07kcal/mole

### 산화 칼슘 용해법
산화 칼슘(CaO)을 물과 반응시키면 물 분자 하나(H2O)와 반응하여 수산화 칼슘(Ca(OH)2)이 생성된다.
CaO + H2O → Ca(OH)2

## 같이 보기
- 시멘트
- 플라스터
- 수산화 마그네슘